# 阿久根市民交流センター
阿久根市民交流センター（風テラスあくね） （あくねしみんこうりゅうセンター（かぜテラスあくね））は、鹿児島県阿久根市にある集会場である。
もともと同じ敷地にあった阿久根市民会館の代替施設して建設された。
設計は建築家の古谷誠章+NASCA。
デザインが認められ、2023年に日本建築学会作品選奨、公共建築賞「地域特別賞」 受賞。
平成30年6月14日から7月10日にかけて実施した市民投票によって、市民交流センターの愛称が「風テラスあくね」に決定した。

## 概要
- 所在地 - 鹿児島県阿久根市塩鶴町2丁目2
- 建物
  - 配置
    - ホール
    - ロビー
    - 交流室　５室
    - 楽屋
- 開館時間
  - 午前9時 - 午後10時
- 休館日
  - 12月29日 - 翌年1月3日